# Little Chiblow Lake
Little Chiblow Lake är en sjö  i Algoma District i provinsen Ontario i den sydöstra delen av Kanada. Little Chiblow Lake är i öster förbunden med Chiblow Lake genom ett brett sund och de räknas hydrauliskt som en sjö.  Little Chiblow Lake ligger 232 meter över havet. Sjön tillhör Blind Rivers avrinningsområde.